# Krakoa
Krakoa es una isla viviente ficticia que aparece en los cómics estadounidenses publicados por Marvel Comics. Apareció por primera vez en Giant-Size X-Men #1 y fue creado por Len Wein y Dave Cockrum. Inicialmente representado como un antagonista, Krakoa se ha convertido desde entonces en un hábitat sensible para la nación mutante que comparte su nombre.

## Historial de publicaciones
En su primera aparición en Giant-Size X-Men #1 (1975), Krakoa se presenta como el escenario de la isla del Pacífico donde un equipo anterior de X-Men desapareció mientras investigaba fuertes lecturas de Cerebro, un dispositivo con la capacidad de detectar mutantes. Su nombre recuerda al de Krakatoa, una isla volcánica de Indonesia que entró en erupción en 1883. El Profesor Charles Xavier recluta un nuevo equipo internacional para rescatarlos. A su llegada a Krakoa, son atacados por la flora, la fauna y el propio suelo de la isla, hasta que finalmente Ángel, uno de los X-Men originales que están rescatando, les advierte que "la isla misma" es el poderoso mutante que Cerebro lo había detectado. Es decir, toda la isla de Krakoa se había convertido en un único mutante monstruoso, similar al Aspidochelone de la leyenda. (Godzilla y Monster Island también son influencias probables, ya que se culpa a las pruebas nucleares por la creación de Krakoa). Necesita a los mutantes para absorber su energía vital. Ambos equipos escapan cuando Krakoa es arrancado del fondo del océano, arrojado al espacio y aparentemente muere. Si bien el tema se celebraría por revitalizar a los X-Men, el personaje/escenario de Krakoa solo revivió de manera muy esporádica hasta el evento de X-Men de 2019 de Jonathan Hickman, House of X y Powers of X. En esas miniseries (que establecieron la premisa de los cómics de X-Men en el futuro), los mutantes establecieron comunicación con Krakoa y acordaron vivir en ella en una relación simbiótica, estableciendo la isla como un estado-nación mutante independiente. Los verdaderos objetivos de Krakoa hasta ahora han quedado ambiguos.

## Biografía ficticia

### Origen
Krakoa fue representada originalmente como una isla muy pequeña en el Océano Pacífico que estaba ubicada cerca de donde se realizaron algunas pruebas de bombardeo nuclear. La radiación de alguna manera transformó el ecosistema de la isla en una entidad de mente colmena. El Sargento Fury y su equipo de comando fueron testigos accidentales del lanzamiento de la bomba que creó Krakoa a principios de 1945, y poco después se estrellaron y se encontraron con la inteligencia colectiva de la isla, con quienes concertaron una separación pacífica a cambio de mantener su existencia en secreto.

### Encuentro con los X-Men
Sin embargo, Krakoa más tarde tuvo hambre de la energía vital única creada por los mutantes. Fue responsable de la muerte de un equipo de jóvenes mutantes, compuesto por Petra, Sway, Darwin y Kid Vulcan (los dos últimos lograron sobrevivir, pero quedaron atrapados dentro de Krakoa), de un equipo paralelo de X-Men liderado por Moira McTaggart. Más tarde pudo capturar a los X-Men originales (que entonces consistían en Cíclope, Ángel, Havok, Iceman, Jean Grey y Polaris), lo que llevó a la posterior formación del nuevo equipo de X-Men (nombrados, Colossus, Nightcrawler, Tormenta, Fuego Solar, Ave de Trueno, Banshee y Wolverine). El nuevo equipo de X-Men encontró a los X-Men originales y, usando sus poderes, Polaris pudo lanzar Krakoa al espacio exterior.

### Encontrado por el Extraño
Al parecer, Krakoa fue posteriormente encontrada y capturada para su estudio por la entidad cósmica conocida como El Extraño, como se vio cuando Quasar visitó uno de sus "mundos de laboratorio". Krakoa finalmente fue liberado junto con muchos otros especímenes y fue visto por última vez orbitando alrededor de la Tierra hasta que la onda de energía del Día M y el Colectivo despertó a Vulcan. También se revela que antes de ser disparado al espacio exterior, Krakoa liberó varias esporas de sí mismo, que luego plagaron a los X-Men.

### House of X y Powers of X
Durante las historias de "House of X y Powers of X", el Profesor X le revela a Cypher que se había acercado a Krakoa (quien de alguna manera regresó a la Tierra) y se tomó su tiempo y esfuerzos para sacar a la luz la verdadera entidad de la isla y finalmente creó un sistema telepático. conexión con Krakoa hasta el punto de que la relación entre la isla mutante y el hombre mutante solo ha crecido. Más aún, cuando Cypher se comunicó con Krakoa a instancias de Xavier, Krakoa le contó su pasado. Según Doug Ramsey, hace mucho tiempo, en la antigüedad, había una masa de tierra más grande llamada Okkara, que fue atacada por un enemigo que venía de su núcleo empuñando una espada mística conocida como la Espada Crepuscular. Durante el ataque, Okkara se dividió y su conciencia se dividió en dos islas, Krakoa y Arakko (Arakko es Okkara al revés y Krakoa es un anagrama), que aparentemente actuaron como un yin y un yang que crearon una especie de portal hacia el infierno. dimensión conocida como Amenth, y los demonios se derramaron por el mundo. Afortunadamente, Apocalipsis llegó con sus primeros jinetes y pudieron frustrar el ataque sellando el abismo y aislando a Arakko de Krakoa. Los jinetes fueron sellados junto a Arakko al otro lado del abismo, para tristeza tanto de Krakoa como de Apocalipsis. Con el paso del tiempo, una Krakoa triste y solitaria finalmente se volvió inerte hasta que volvió a despertar a principios de 1945 debido a las pruebas del lanzamiento de la bomba nuclear estadounidense. Años más tarde, Krakoa se transformaría en un estado nación soberano para toda la raza mutante. Liderados por el Profesor X, tanto el héroe como el villano son bienvenidos en las costas de Krakoa, donde los mutantes están dejando de lado sus viejas diferencias para construir una nueva civilización en la que Krakoa produce flores con la capacidad de crecer en pocas horas, estructuras completas de "hábitat" que son entornos autosostenibles que son parte de la conciencia interconectada de Krakoa, que sirvió como embajadas en varios países de la Tierra, el Área Azul de la Luna, el Área Verde en Marte y más allá del sistema solar, mientras permanecen conectados a su mente colmena a través de Portales, que proporcionaban formas de viajar instantáneamente de una parte de Krakoa a otra. Solo los mutantes pueden acceder a las puertas de enlace, pero si un mutante trae a un humano con ellos voluntariamente, ese humano debe pedir permiso a Krakoa para usar la puerta de enlace. Las flores también crean No-Place, un hábitat que existe fuera de la conciencia colectiva de Krakoa y donde Moira MacTaggert se ha estado escondiendo. Incluso Krakoa no sabe que este lugar existe. Krakoa es también el único lugar del mundo que cuenta con píldoras especiales que prolongan la vida humana cinco años, un antibiótico "universal" y una cura para las "enfermedades de la mente en los humanos".
Además, mientras que el cuerpo principal de Krakoa se encuentra en el Océano Pacífico, no lejos de Australia, otras pequeñas partes de masa continental de Krakoa se encuentran frente a la costa de África en el Océano Atlántico medio, al sur de las Azores y al oeste de las Islas Canarias. Esta cadena de islas incluye Pointe, Transit y Danger Island, que están conectadas de la misma manera que los "hábitats" al cuerpo principal.
El gobierno de Krakoa está encabezado por el Consejo Silencioso; y una organización llamada Grandes Capitanes liderada por Cíclope y formada por Magik, Bishop y Gorgon. Gracias a la manipulación telepática de Emma Frost, la gran mayoría del mundo reconoció a Krakoa y estableció lazos diplomáticos/comerciales, con las excepciones de Wakanda, Atlantis, Azania, Canaan, Kenia, Honduras, Brasil, Santo Marco, Terra Verde, Venezuela, Irán, Madripoor, Corea del Norte, Latveria y Rusia, por razones políticas e ideológicas y/o porque pertenecen al Protectorado Económico de Wakanda.
Más aún, a Emma Frost se le permitió tallar un pedazo de Krakoa para poder obtener un reino privado fuera de la costa del área de la bahía. Del mismo modo, Bar Sinister, aunque no forma parte de Krakoa, se añadió a su masa continental con Flores de Krakoa que modifican la antigua base secreta de Mister Sinister en un hábitat krakoano, un bioma diplomático interconectado con la conciencia colectiva de la nación insular.
Cypher también desarrolló su propio lenguaje mutante, el Krakoan, que se implanta psíquicamente cuando los mutantes llegan a la isla y creó un sistema completo para gestionar el tráfico de la red Krakoan que es supervisado por Sage. Dado que la isla en sí es sensible, las habilidades de manipulación de plantas de Black Tom le dieron un vínculo único que lo conectaba con la isla y toda la vida vegetal circundante. La conexión posterior significó una expansión de su campo de conciencia para incluir el plancton y las algas del mar circundante y las bacterias y esporas que flotan en el aire mismo. En total, la conciencia basada en las plantas de Black Tom le otorga un radio de 40 kilómetros de aguda sensibilidad a todo lo que entra y sale de la nación insular.
Sin embargo, los logros actuales de Krakoa tienen un precio elevado. Para sostenerse, Krakoa debe consumir dos mutantes al año o absorber otras formas de energía mutante mediante una solución alternativa más sostenible. Dado que Krakoa se convirtió en la base de un número cada vez mayor de mutantes, la isla puede sostenerse tomando una cantidad mínima, teóricamente inofensiva, de energía psíquica de cada mutante en sus costas. Ese proceso está estrechamente supervisado por dos "vampiros psíquicos" mutantes, Selene y Emplate.
Sin embargo, incluso con las considerables defensas de la isla, parece que Krakoa sigue siendo vulnerable. El primer gran ataque en suelo krakoano lo realiza un oscuro grupo antimutante que pudo sortear fácilmente las defensas de Krakoa capturando a Domino y falsificando su biofirma, y mientras la conexión de Black Tom con Krakoa y sus sistemas de defensa demuestra ser tan avanzada que Tom es alertado de la invasión incluso antes que los psíquicos residentes Jean Grey y el propio Charles Xavier; sin embargo, el ataque causa la muerte de varios mutantes.
Otro ataque fue realizado por un pequeño grupo de ecoterroristas conocidos como Hordecultura, quienes demostraron ser capaces de alterar el ecosistema de Krakoa pirateando la biología de Krakoa y accediendo a sus puertas, lo que comenzó a pasar factura a los residentes de la isla. Más allá de una fauna inusualmente agresiva y una minúscula disminución de la masa terrestre, Jean Grey, Emma Frost y los demás telépatas de la isla ya han notado que Krakoa está consumiendo más energía psíquica de lo normal.
Más tarde, otra extraña y misteriosa isla con un gran volcán apareció de repente frente a la costa de Krakoa haciendo que la isla cambiara de rumbo y se dirigiera hacia él. Con Doug Ramsey fuera del mundo, la comunicación con Krakoa es difícil, si no imposible, por lo que Cíclope reclutó a Cable y Prestige para investigar la nueva masa de tierra. Al llegar, descubren que el gran volcán contiene brillantes tentáculos de arco iris que salen de él y se encuentran con una espesa jungla similar a la Tierra Salvaje y poblada con criaturas de otro mundo y un ser blanco e infantil igualmente de otro mundo que se identifica como un "Alto Invocador de Arakko", seres sin nombre que son capaces de atraer seres extradimensionales entre la dimensión donde se encuentra la tierra perdida de Arakko y la tierra más allá de las fronteras salvajes del Otro Mundo. Después de un malentendido con Cable, Prestige puede brindarle al Alto Invocador conocimientos de Krakoan, lo que permite la comunicación. El Invocador explica que Krakoa y esta isla están enamorados, lo que implica que la misteriosa masa de tierra parece ser una porción de Arakko. A medida que Krakoa se acerca a la extraña isla, las dos islas extienden sus zarcillos florales y se fusionan en una única isla mucho más grande que ahora está dividida entre la exuberancia de Krakoa y el terreno alienígena prohibido de la misteriosa isla que se llama Arak Coral. Se revela que el Volcán de Arak Coral contiene un portal a la dimensión donde está Arakko, que no está abierto actualmente.

### X of Swords
Después de crear la Puerta Externa para llegar a la dimensión donde se encuentra Arakko, Apocalipsis envió a Summoner con Banshee y Unus the Untouchable para anunciar su llegada. Cuando Summoner resurgió con un Banshee herido y moribundo, pidió ayuda y el tema de la Puerta Externa se llevó ante el Consejo Silencioso. Aunque la mayoría del Consejo Silencioso votó a favor de destruir la Puerta Externa debido a su riesgo para la seguridad, Krakoa los anuló y exigió que la Puerta permaneciera abierta.
Después de que los mutantes krakoanos derrotaron a los portadores de espadas de Arakko, Krakoa pudo finalmente reunirse con Arakko. Sin embargo, resulta que no tienen ningún interés en la unificación porque han evolucionado desde lo que eran originalmente, y sus personalidades se han vuelto radicalmente diferentes durante el increíblemente largo período de tiempo que han estado separados, incluso necesitando que Doug traduzca para ambos a ellos.

### Infierno
Finalmente se descubrió que el verdadero motivo para la creación de Krakoa como nación no era preservar a los mutantes, sino eliminarlos, ya que Moira había perdido la fe en el sueño mutante después de demasiadas vidas fallidas, y porque sus poderes le dieron Como le dio una inmensa habilidad para infligir su voluntad en la historia mutante, ideó un plan para pasar su última vida evitando a Destiny y encajonando lentamente a los mutantes hasta que pudiera usar la cura mutante que había creado en una de sus vidas pasadas, que funciona incluso antes de que los poderes mutantes manifiesto. Sin embargo, el plan de Moira fracasó cuando Doug Ramsey y sus aliados (el ser tecnológico Warlock, el guerrero arakkoan Bei the Blood Moon y la propia isla de Krakoa) hicieron una aparición sorpresa en No-Place, revelando que siempre había estado consciente de la presencia de Moira. y sabe que estaba conspirando con el Profesor X y Magneto. El papel de Moira en la fundación de su país finalmente fue revelado, gracias a Emma Frost, a todo el Consejo Silencioso de Krakoa y todos juraron guardar el secreto al respecto.

### Caída de X
Más tarde, justo cuando una gran cantidad de mutantes, dignatarios humanos y superhéroes se reúnen para presenciar la elección de una nueva lista de X-Men y disfrutar de una noche de bebidas, baile y alta costura, Nimrod bombardea la fiesta desde la órbita, matando a la mayoría de los lista, y procede a apuntar a todos los mutantes de nivel Omega con prisa, matando a Iceman. Jean Grey y Juggernaut logran distraer a Nimrod, pero ya es demasiado tarde. Cuando los centinelas controlados por Orchis llegan para destruir la Torre, y antes de que Jean Grey pueda apagarlo todo, Mora X la apuñala con una espada cubierta con Blightswill, y Xavier se da cuenta de que no tiene otra opción. Dr. Stasis y MODOK activan un virus que infecta la medicina krakoana, utilizando a los humanos de Hellfire Gala como rehenes. Justo cuando los mutantes de Krakoa se unieron para atacar a los villanos, Xavier se apoderó de sus mentes y las congeló en su lugar. Luego, el Dr. Stasis ordenó a Xavier que hiciera que todos los mutantes de la Tierra entraran a un portal krakoano que los llevaría fuera del mundo. Después de que Stasis amenazara con matar humanos por cada Orchis mutante encontrado en la Tierra, un abatido Xavier obedeció y obligó a la mayoría de los mutantes del mundo a caminar hacia los portales mientras se muestra a la Madre Justa atrapando la isla atlántica de Krakoa en una burbuja protectora. Gracias a años de entrenamiento defensivo, sólo un puñado de X-Men veteranos pudieron resistir el empuje telepático de Xavier. Rogue, que estaba con los Vengadores, regresa, destruye el cuerpo cibernético de Moira y salva a Xavier. Cuando comienza a llevar al Profesor X a un lugar seguro, él le pide que se detenga y lo lleve de regreso a Krakoa. Mientras está sentado en la playa de la isla, se da cuenta horrorizado de que el Dr. Stasis le mintió. Xavier había pensado que los mutantes que atravesaron los portales Krakoan estaban llegando a Arakko, el nuevo hogar de la civilización mutante perdida hace mucho tiempo en Marte, pero no puede escuchar los pensamientos de ningún mutante, lo que significa que había enviado a la población de mutantes del mundo a la muerte. Xavier se queda solo en las áridas costas de Krakoa.

## Los engendros de Krakoa
Ha habido varios engendros de Krakoa:

### Vega Superior
La primera espora conocida fue Vega Superior, quien se hizo con el control de una isla, más tarde bautizada como isla de Wagner, cuyos habitantes comenzaron a venerarle. Cuando Nightcrawler estrelló su avión allí, encontró a Vega-Superior en las cuevas debajo de la isla, quien había heredado los recuerdos de su padre del código genético de los X-Men, incluido el de Nightcrawler. Intenta estrangular a Nightcrawler, pero este logra escapar. Hace versiones de los X-Men que Vega-Superior llama Vega-Men, a partir de materiales naturales, como un Colossus hecho de piedra, un Wolverine de hielo, un Ángel hecho de hojas y enredaderas, un Nightcrawler hecho de barro y un cíclope que dispara lava. Sin embargo, son mucho más débiles que los X-Men originales y Nightcrawler los derrota a todos fácilmente. Vega-Superior luego lo persigue hasta el océano antes de darse cuenta de que no sabe nadar.

### Krakoa II
Otra espora de Krakoa tomó el control de una obra de construcción en una isla tropical y fue descubierta y derrotada por los Jóvenes X-Men cuando investigaban la desaparición de 56 trabajadores de la construcción.

### Krakoa/Brood Hybrid
Otro engendro de Krakoa sería fabricado por el genio tecnológico antimutante Kaga, creando su propio híbrido a partir de ADN Brood para atacar a los X-Men en una fecha posterior. Finalmente, la criatura fue eliminada en los albores de su concepción por Cíclope de un solo disparo.

### Krakoa III/Krakoa de X-Men
Más tarde, cuando Wolverine y algunos de los X-Men se separaron del grupo de Cíclope, se descubre que Bestia ha construido la Escuela Jean Grey de Estudios Superiores sobre un engendro "masculino" de Krakoa. Después de que Quentin Quire logra razonar con él, el engendro de Krakoa contacta a Rachel Summers, quien termina traduciendo para él cuando Rachel le dice a Wolverine que el Club Fuego Infernal hizo que Krakoa los atacara y que él es un mutante como los X-Men. Rachel descubrió que este Krakoa fue cultivado por Maximillian von Katzenelnbogen (un descendiente de Víctor Frankenstein), miembro del Club Fuego Infernal, en su superjardín artificial. Cuando Rachel menciona que Krakoa sigue disculpándose y quiere unirse a los X-Men, Wolverine termina dejando que Krakoa se quede como parte de la escuela. Poco después de que la escuela comenzara a tener dificultades económicas, es Krakoa quien resuelve los problemas financieros de la escuela cultivando grandes cantidades de diamantes gigantes en los árboles que produce. Los terrenos de la Escuela de Krakoa, los Bamf y Doop pudieron evitar que Enjambre invadiera la Escuela Jean Grey. Después de que las Nieblas Terrígenas fueron liberadas en la atmósfera de la Tierra y comenzaron a causar la plaga M-Pox que fue mortal para los mutantes en todo el mundo, la X-Mansion fue trasladada a la dimensión del Limbo, donde actuó como X-Haven. Krakoa no formó parte del desplazamiento y trasladó su biomateria mar adentro para funcionar como una isla independiente en el Océano Pacífico. Después de que Kid Omega, quien fue su único compañero por un tiempo, regresara a la Escuela Xavier por sugerencia de Thor. Krakoa regresó a Nueva York buscándolo porque el hijo de la isla viviente extrañaba a su amigo.

### Krakoa de Mr. Siniestro
Durante la historia de "Avengers vs. X-Men", Mr. Siniestro también obtuvo algunas esporas de Krakoa. Al igual que Maximillian von Frankenstein, pudo producir en masa la conciencia de Krakoa. Mr. Siniestro incluso convirtió uno en un castillo móvil en su ciudad subterránea. Más tarde fue incendiado por los Cinco Fénix.

### Krakoa del Club Fuego Infernal
Poco después, se reveló que Maximillian von Frankenstein había podido producir en masa la conciencia de Krakoa y creó varios Krakoas volcánicos para actuar en defensa de la Academia Fuego Infernal. Todos ellos murieron en la batalla contra los X-Men.

## Consejo Silencioso de Krakoa
Consejo Silencioso de Krakoa es un consejo ficticio de superhéroes y supervillanos mutantes que aparecen en los cómics estadounidenses publicados por Marvel Comics. Era el órgano de gobierno de doce miembros dividido en cuatro secciones de tres escaños junto con una sección adjunta.

## Recepción
- En 2020, CBR.com clasificó a Krakoa en el tercer lugar en su lista de las "10 naciones ficticias más poderosas del Universo Marvel".[32]
- En 2021, Screen Rant incluyó a Krakoa en su lista de los "10 países ficticios de Marvel Comics más importantes".[33]

## Otras versiones
En la realidad de Ultimate Marvel, Krakoa aparece en los números de Ultimate X-Men. La isla Krakoa está al sur de Genosha (que en esta realidad es enormemente antimutante bajo el reinado de Lord Scheele) y es el lugar de rodaje de los reality shows de televisión de Mojo Adams para ejecutar mutantes, como el asesino de Scheele, Arthur Centino, también conocido como Longshot.
En What If?: Deadly Genesis, el viaje de Vulcan a Krakoa lo vio matar al resto de los X-Men por accidente antes de que la isla fuera arrojada al espacio profundo. Años más tarde, es descubierta por Silver Surfer, y el análisis de la caverna con los poderes de Sway revela lo que realmente le sucedió al equipo original.